# Уаве (народ)
Уа́ве (исп. Huave, самоназвание — Ikoots «нас») — индейский народ общей численностью 25 тыс. чел., проживающий на территории Мексики, в штате Оахака. Говорят на изолированном языке уаве. Религиозная принадлежность верующих: католики.

## Характеристика
Название «уаве» видимо происходит из одного из сапотекских языков, означая «народ моря».
Многие люди уаве работают рыбаками и земледельцами. Семьи уаве являются патрилокальными и живут в домах с соломенными крышами. Мужчины-члены каждой деревни Уаве принадлежат к escalafón, общественной организации, занимающейся гражданскими и религиозными делами.

## Языки
Люди уаве говорят на четырёх языках. Они также говорят по-испански.